# 相双神旗ディネード
相双神旗ディネード（そうそうしんきディネード）は、福島県相双地区を中心に活動しているローカルヒーロー。2011年に発生した福島第一原子力発電所事故を受け、放射能対策についての認知を広めるため立ち上げられた。
名前の由来は「負けるんでねーど（負けるんじゃないぞ）」という福島弁である。

## 登場キャラクター
星 ソーマ（ほし そーま） / 相神ディネード
演：高野伸博
少しドジであわてんぼうな、稲作農家の一人息子。正義のヒーロー・相神ディネードに変身する。武器は妙見ブレードを使う。武器を使った技は『妙見ブレード宵乗り斬り』『妙見ブレード雷鳴斬り』などがある
夜ノ森 サクラ（よのもり さくら） / 双神ミネート（初代）
演：鈴木亜恵美
しっかり者な、ソーマの幼馴染。ディネードがピンチに陥ると双神ミネートに変身する。武器は万葉スティックを使用し、『万葉スティック太鼓クラッシュ』などの技がある。
夜ノ森サキ / 双神ミネート（二代目）
変身前の名前は『夜ノ森サキ』初代ミネートの妹。
アダマイ博士
演：武藤与志則
ソーマの家の近所に住んでいる学者で、郷土史から放射線学まであらゆることを知っている。
オンツァマ博士
アダマイ博士の代理としてショーに登場
アクビシン
演：大石加那美
悪の組織・ゴンケー軍団の首領。相双地区をめちゃくちゃにしようと企み、手下に命令を下す。
ゴンケー・G・デレスケーヌ三世
ゴンケー軍団の幹部で、手には黒い杖（ケーヌステッキ）を持っている。謎の多いキャラクター。
クモダハー
ゴンケー軍団の幹部。左手にマイクを持ち、ショーの進行をすることが多い。
ウルフェリーノ・フリュイ・ドゥ・ラルブル・ア・フュトュール
ゴンケー軍団の幹部であり、絶滅した日本オオカミの最後の子孫。ディネードやアダマイ博士からは『ウル』と呼ばれている。
ドン・ガビチョ
外来種である「ガビチョウ」の化身。過去に人間に飼われていたことがあるため足環をしている。
アトモ
絶滅した「ニホンカワウソ」の最後の一匹。まだ生き残っている仲間を探して日本中を旅している。つぎはぎのジャケットの背面部には青いバラが刺繍されている。【青いバラ：花言葉は夢は叶う】
ドローイング・ウェリー
「コクマルガラス」の無口な女の子。絵を描くのが好きだったが、いじめにより描けなくなってしまう。過去のトラウマから喋るのが苦手なため「ノコエ」という消しゴム型のパペットを通して腹話術のような形で会話をする。
ノコエ
ドローイング・ウェリーが右手にはめているパペット。代弁者として本当の気持ちを話す。見た目は持ち主とは対照的な消しゴムがモチーフ。名前の由来は【ドロの声（ノコエ）】
ぐっさん
関西支部から急遽派遣された。
デレスケ１号
演：松村荘次郎
ゴンケー軍団の戦闘員。小太りだが、コミカルな動きをみせる。元来怠け者なので、命令が下されてもいつも適当でマイペース。
デレスケ２号
演：但野隆之、大内裕太
ゴンケー軍団の戦闘員。１号と同じ怠け者。異なる点はスリムな体であること。
FMラジオのDJ
演：谷村愛
説明する人
演：箱崎亮三

## 道具
Gコントローラー
ゴンケー軍団が開発した物で、なんでも自由自在に操ることが出来る。

## スタッフ
- 脚本：
- 監督：鴻巣マサキ
- 撮影：鴻巣マサキ、上原宏光
- 編集：鴻巣マサキ、上原宏光（カラー・コレクション）
- 美術：大内裕太
- キャラクターデザイン：松村美穂
- ヒーローデザイン原案：伊賀美咲、木幡美由紀
- 音楽：
- 音響：伊籐耀平
- 演技指導：武藤与志則
- アクション監督：田畑絢也
- アクション指導：杉本佳幹
- 衣装制作：　東京ビジュアルアーツ
- 広報：丹治聖一郎
- 制作：

## 音楽
オープニングテーマ「Go ahead!」
作詞：松村荘次郎 / 作曲：石黒潤也 / 編曲： / 歌：AOI
エンディングテーマ「Life」
作詞：松村荘次郎 / 作曲：立花一生 / 編曲： / 歌：AOI